# Sjöorganisationen
Sjöorganisationen (engelska Sea Org eller Sea Organization) är en organisation inom Scientologikyrkan. 

## Bakgrund

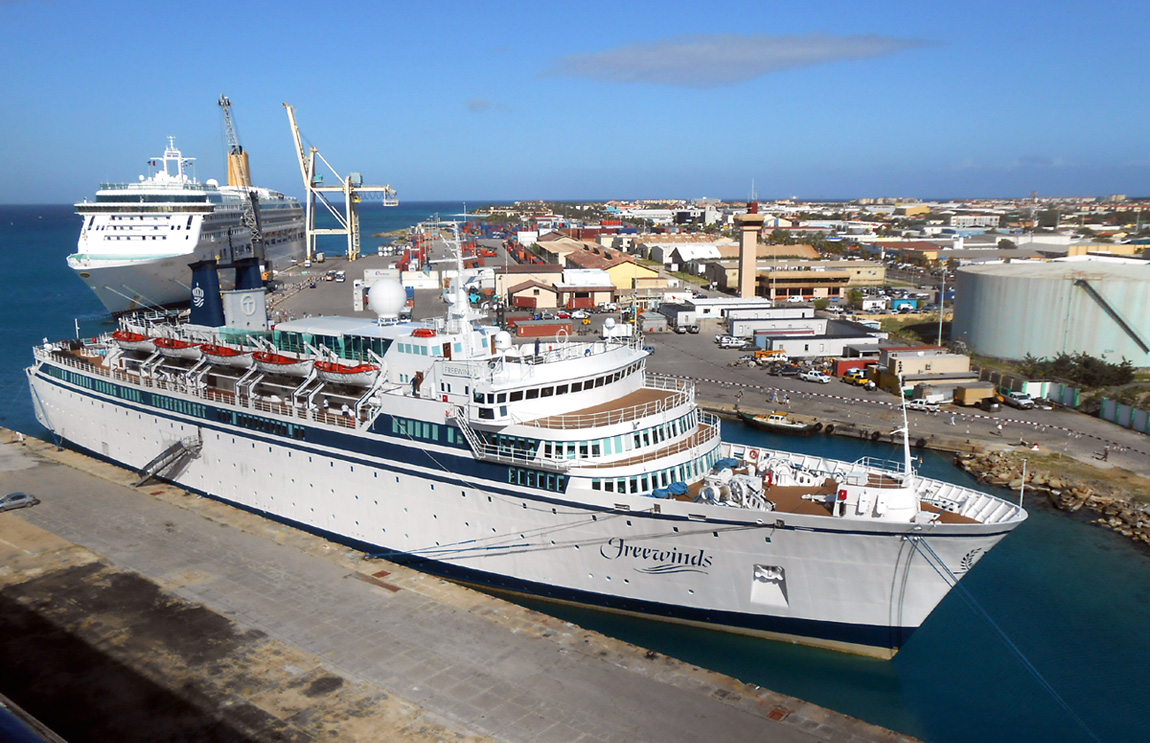
Fartyget MS Freewinds som tillhört Scientologerna sedan 1985, i Aruba 2014.

Namnet härstammar från den tid då L. Ron Hubbard drev Scientologikyrkan ombord på skeppet Apollo. Sjöorganisationens medlemmar ombord på dess fartyg bär uniform som påminner om USA:s flotta, är hängivna Scientologikyrkans mål och skriver ett kontrakt på en miljard år. Eftersom medlemmarna genom sina kontrakt anses vara extra pålitliga är de ansvariga för många av de högre befattningarna inom Scientologirörelsen. 
En medlem i Sjöorganisationen har en lön på cirka $50 per vecka. Reglerna inom organisationen är strikta och medlemmar som anses problematiska kan bli placerade i så kallad Rehabilitation Project Force (RPF), som av kritiker kallats för koncentrationsläger, eftersom man tilldelas hårda sysslor och får reduktioner i kosthållningen. Under tiden i RPF tillåts man inte träffa familjemedlemmar.